# Michael Scheuermann

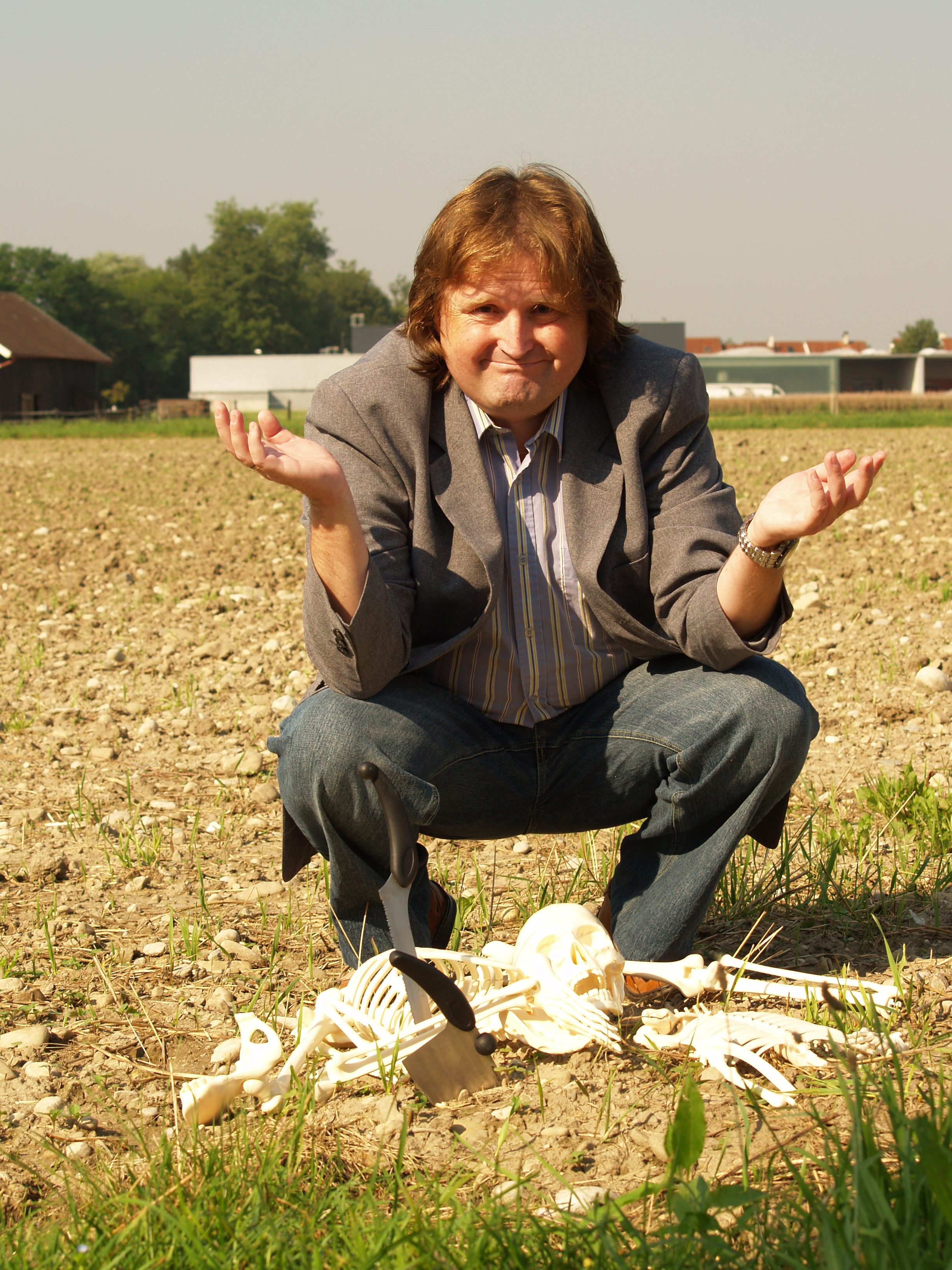
Michael Scheuermann

Michael Scheuermann (* 1964) ist ein österreichischer Kriminalautor aus Wels.

## Beruflicher Werdegang
Vor seiner schriftstellerischen Tätigkeit arbeitete er dreißig Jahre als Journalist, zuerst Tageszeitungsredakteur – erst bei der AZ/Tagblatt, nach Einstellung der Zeitung im Jahr 1991 beim Neuen Volksblatt.
Viele Jahre war er als Polizeireporter tätig, davor auch drei Jahre lang u. a. als Motorjournalist. Er arbeitete im Bereich Lokales und Kultur für Magazine und andere Tageszeitungen wie dem profil, den OÖ. Nachrichten, der Welser Rundschau etc. Fünf Jahre lang war er als Wirtschaftsredakteur tätig. In den Jahren 2002 bis 2004 war er Pressesprecher zweier oberösterreichischer Wirtschaftslandesräte (Viktor Sigl, Josef Fill) und zusätzlich freier Mitarbeiter diverser Printmedien.
Eine schwere Operation brachte ihn seinem Kindheitstraum näher und er veröffentlichte schließlich seinen ersten Roman Planet Killer. Der ehemalige  Journalist  hat inzwischen drei Kriminalromane rund um den Welser Kriminalisten Hans Sachs – "Planet Killer", "Welser Blut", "RAF Gier" – veröffentlicht, zusätzlich noch den Thriller "AK 47".

## Privat
Michael Scheuermann ist verheiratet und hat einen Sohn. Er lebt mit seiner Familie in Wels (Oberösterreich).

## Werke
- Planet Killer
- RAF Gier, verlag Federfrei, ISBN 978-3-9502370-3-0
- Welser Blut
- AK 47